# Ulrich von Winterfeldt

Ulrich von Winterfeldt

Karl Ulrich Ludwig Franz von Winterfeldt-Menkin (* 2. März 1823 in Berlin; † 16. Juni 1908 auf Gut Menkin mit Wollschow und Fahrenholz, Landkreis Prenzlau) war preußischer Landrat des Landkreises Prenzlau und Politiker.

## Familie
Er entstammte einem alten märkischen Adelsgeschlecht mit gleichnamigem Stammhaus bei Salzwedel und war der Sohn des August von Winterfeldt (1789–1864) und dessen Ehefrau Ulrike, geborene von Le Cocq (1792–1882).
Winterfeldt heiratete am 14. Juni 1861 auf Gut Grünberg Marianna von Stülpnagel (1836–1873), die Tochter des Gutsbesitzers Heinrich von Stülpnagel, Gutsherr auf Grünberg, und der Natalie von Kriegsheim. Aus der Ehe ging die Töchter Anna (* 1862) und Sibylle (* 1870) sowie die Söhne Joachim (1865–1945) und Georg (* 1867) hervor.

## Leben
Winterfeldt besuchte bis 1841 das Gymnasium in Prenzlau und studierte anschließend Rechts- und Kameralwissenschaft in Berlin. Ab 1844 war er Auskultator in Schwedt/Oder. Er begann seine Berufslaufbahn im Jahr 1851 als Gerichtsassessor am Kammergericht, anschließend bei den Staatsanwaltschaften in Luckau (Landkreis Dahme-Spreewald), 1855 in Lüben (Landkreis Prignitz), 1856 in Wriezen (Landkreis Märkisch-Oderland) und ab 1857 bei der Staatsanwaltschaft in Prenzlau beschäftigt. Von 1863 bis 1896 war er Landrat seines Heimatlandkreises Prenzlau, wo er ab 1864 auch seine ererbten Güter Menkin, Wollschow und Fahrenholz bewirtschaftete. Von 1876 bis 1901 war er Stellvertreter bzw. Vorsitzender des Kommunallandtages der Kurmark. Im Jahr 1884 wurde er Geheimer Regierungsrat.
Von 1875 bis zu seinem Tod (1908) war Winterfeldt Mitglied des Preußischen Herrenhauses und von 1890 bis 1908 als Abgeordneter der Deutschkonservativen Partei (DkP) auch Mitglied des Reichstags, dem er zweimal als Alterspräsident vorsaß. Winterfeldt trat 1859 früh dem Johanniterorden bei und wurde 1872 Rechtsritter dort.
Sein Gutsbesitz beinhaltete um 1900 etwa 1260 ha Land.

## Orden und Ehrungen
- Ehrenbürger von Prenzlau
- Kronen-Orden II. Klasse (1894)
- Roter Adlerorden